# 酒井忠次
酒井忠次（日语：／ Sakai Tadatsugu，1527年—1596年12月17日）是日本戰國時代中後期名將，德川家家臣。與石川數正被人稱為德川二之重臣、德川四天王和德川十六神將之首。他是主公松平元康的姑丈，正室為松平元康祖父松平清康之女(也就是松平元康之姑、松平廣忠之妹)。
他是唯一非德川三傑的德川四天王，據稱因織田信長下令家康長男信康切腹時，酒井忠次並沒有向信長求情，招來家康的怨恨。家康對酒井忠次及其子家次均非常苛刻。

## 生平
大永7年（1527年）在三河額田郡井田城出生，松平氏譜代家臣酒井忠親的次男。元服後仕於德川家康的父親松平廣忠，被稱為酒井小五郎、小平次、左衛門尉。
松平元康成為今川義元的人質而前往駿府館時，為同行家臣中年紀最大的人（23歳）。之後仕於松平元康（德川家康），弘治年間初期移往福谷城。弘治2年（1556年），柴田勝家率2000騎攻擊福谷城，忠次出城應戰，在激烈戰鬥後，將勝家擊退。
永祿3年（1560年）5月的桶狹間之戰後，元康原本尚未打算從今川家臣屬中獨立，不僅不斷出兵騷擾織田氏的領土並攻打織田氏的城寨，同時頻頻上書給義元之子今川氏真，討伐織田信長，為今川義元報仇雪恥。然而今川氏真的無能使得駿河國內的政情越加紊亂，不少今川氏的老臣紛紛出走或逃離，使得元康終於意識到今川家確定走向敗亡的路途。但對於在今川義元死後松平家為此陷入意見分歧的局面，忠次的兄長酒井忠尚力主親今川，與今川家繼續同盟，並怒喝道：「我三河松平家與尾張織田家代代交惡敵對，豈可與之結盟？」正當元康為此感到不知所措時(元康受今川家當主今川義元提拔培養之恩、元康與織田家當主織田信長是少時玩伴)，忠次反駁道：「主公，貓（今川氏真）與虎（織田信長），哪一個才是我們應該結盟的對象，是非常值得考慮的問題。」並且力勸元康倒向織田家，最後元康也接纳忠次的意見，同時由於得回岡崎城，元康更加有決心獨立，並於永禄5年（1562年）與織田信长在清洲城結盟「清洲同盟」。
永祿6年（1563年）由於主公家康脫離今川家臣屬同盟關係，但先得把三河统一及整頓領內諸多政務，因此家康開始進行一系列的改革，但却也因此引起寺社及三河豪族的不满三河一向一揆中，酒井忠尚等多數酒井氏其中還包括了本多正信及夏目吉信加入一揆軍，而忠次則跟隨家康平亂。永祿7年（1564年）攻擊吉田城立下戰功，守將小原鎮實撤退，無血開城，戰後成為吉田城城主。自此忠次成為旗本先手役和「東三河旗頭」統領三河東部的松平家國人（西三河為石川數正）。
永祿12年（1569年）末，甲斐的武田信玄開始侵入今川氏真的領國駿河國，德川氏與武田氏達成協議瓜分今川氏領國，由忠次負責與武田方進行交涉。
之後參加元龜元年（1570年）的姉川之戰布陣於姉川河川沿岸，與小笠原信興的部隊一同突入朝倉軍，元龜3年（1572年）的三方原之戰擔任右翼部隊，擊破小山田信茂隊。天正3年（1575年）的長篠之戰並立下戰功。特別在長篠之戰中率領分遣隊強襲武田勝賴背後的戰略要地鳶巢山砦，攻陷鳶巢山砦並討取勝賴的叔父河窪信實以阻止其救援長篠城，並掃除有海村的武田支軍而立下大功。戰後被信長讚賞「望塵莫及」（背に目を持つごとし）。
深受家康信賴的忠次在天正7年（1579年）幫織田信長女兒德姬發送寫滿松平信康與築山殿壞話的信書回到織田家，暴怒的信長質問事件真偽時，忠次與大久保忠世一同擔任使者前往安土城向信長解釋，但忠次老實承認信件內文千真萬確，完全沒幫信康說情美言，導致信康遭下令切腹。此舉讓家康對忠次懷恨在心，也讓天下統一後酒井家待遇羞辱性的低下。
以後仍然作為重臣仕於家康，天正10年（1582年）6月2日本能寺之變發生後，返回岡崎城的家康計劃討伐明智光秀之際成為先陣。家康在信長横死後掌握了成為空白地帶的武田遺領甲斐和信濃（天正壬午之亂），同年6月27日忠次被派遣到信濃，對信濃的國人眾採取懷柔政策（『家忠日記』）。忠次經由奥三河伊那向信濃侵攻，但對於諏訪賴忠和小笠原貞慶等人的離反策略以失敗告終。
天正12年（1584年）在小牧、長久手之戰中出陣，在羽黑之戰擊退森長可，以家康為主的戰鬥全部有份参與。
天正13年（1585年），在與忠次同為家康宿老的石川數正出奔後成為家康方的第一重臣，天正14年（1586年）10月24日成為家中最高位的從四位下左衛門督。天正16年（1588年）10月，把家督之位讓給長男家次後隱居。但是之後在京都被豐臣秀吉賜予京都櫻井的屋敷、侍女和在京費用1千石。之後出家號為「一智」
天正18年（1590年）家康被移封至關東，因為忠次已經隱居，所以家次被封下總臼井3萬石。
慶長元年（1596年）10月28日在京都櫻井屋敷死去。享年70歲。墓所在知恩院的塔頭先求院。墓在知恩院山腹的墓地內。

## 人物‧逸話

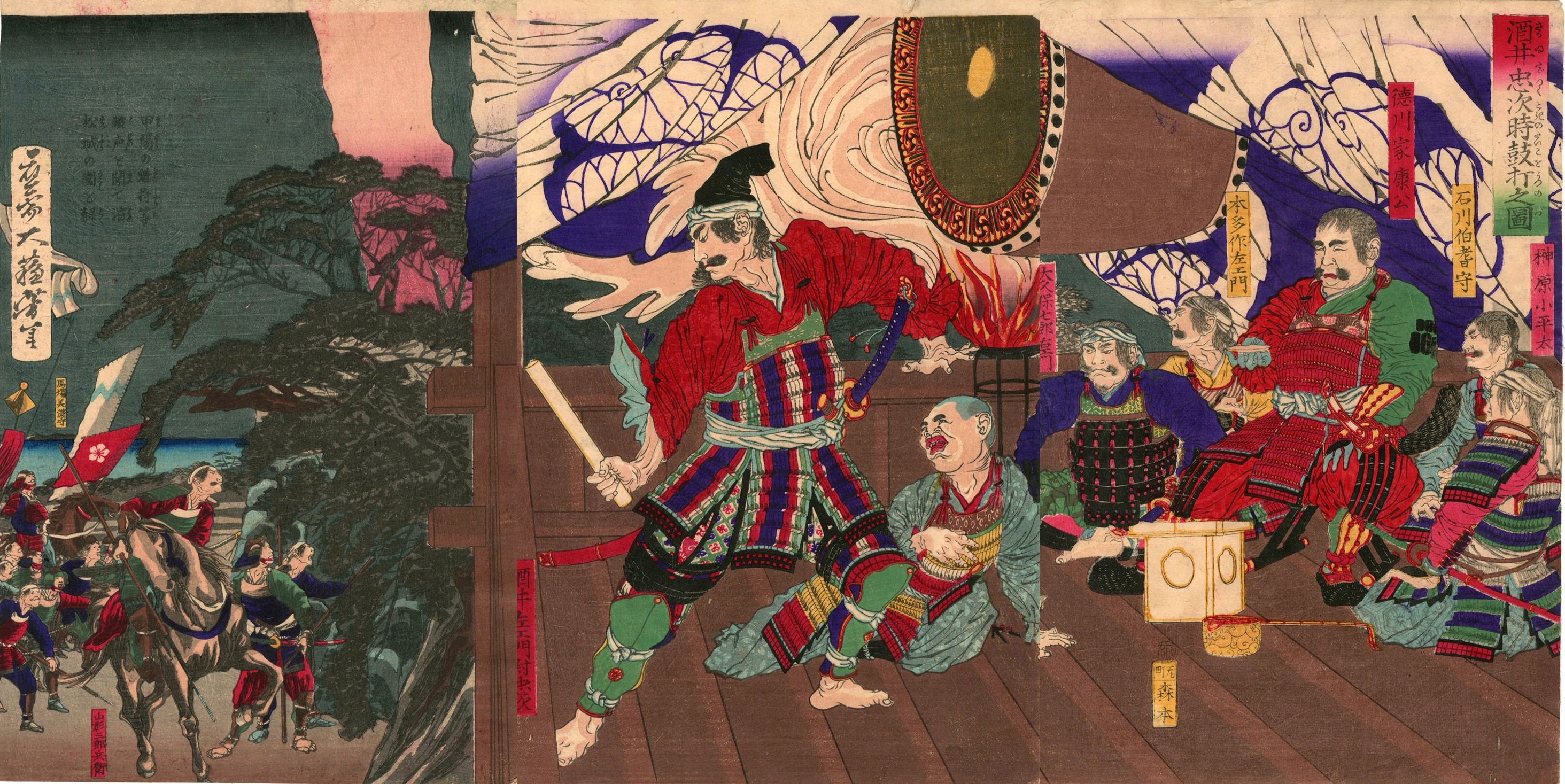
三方原之戰中擊打太鼓的酒井忠次（月岡芳年畫）

- 在三方原之戰中，德川軍大敗潰散，人人驚慌失措，回到濱松城的忠次為了鼓舞己方的士氣而擊打太鼓，當時相當不安的士兵聽到太鼓聲後漸漸平復下來。這個逸話出自新歌舞伎十八番的其中一編「太鼓音智勇三略」，通稱「酒井之太鼓」（酒井の太鼓），聽到鼓聲的武田軍認為可能有著什麼奇策，於是全軍後退。但是這個逸話真偽不明。

- 一說在三方原合戰時，家康被武田軍威勢嚇得失禁，而見此狀的忠次則大笑不已。

- 元龜4年（1573年）正月，武田家派人送來「松木既枯，則竹斷之日亦不遠矣」（松枯れで竹類なき明日かな）的詩句，隱喻家康將要敗亡（家康幼時名為竹千代）。德川家上下無不暴怒，而忠次則提筆將詩句改為「松木既枯，則武田頭斷之日亦不遠矣」（松枯れで武田首なき明日かな）并遣人送回武田家（日語中，竹和武田的讀音分別是「たけ」和「たけだ」，兩者只差一音）。一說自此之後便有了在正月將門前竹飾斜著劈開的習俗。

- 忠次的愛槍為「甕通槍」，有穿過甕殺死敵人的逸話。

- 很擅長跳一種名為「海老掬」（海老すくい）的舞蹈，曾在重臣和諸將面前表演助興。天正14年（1586年），家康為了與北條氏政結成同盟而前往伊豆三島時，忠次在酒宴上表演。

- 嫡男家次被封臼井3萬石時，相比起德川四天王其餘三人為10萬石的規模顯得十分寒酸。為此忠次請求家康增加兒子封賞，卻被家康反諷「你有善待我的兒子嗎？」（お前も我が子が可愛いか），忠次無言以對黯然退下。還有一次，與忠次父子一起觀賞幸若舞（日语：幸若舞）時，看到為了主公而獻出自己兒子首級的場面時落淚，家康說「你們看看啊」（両者あれを見ろ），當場令忠次父子非常恐懼。

- 在長篠之戰中，忠次在信長的本營極樂寺山進行軍議時献策，最初信長叱責「像這樣的小技倆是沒用的」（そのような小細工は用いるにあらず）。但是在軍議結束，諸將退下後，忠次被信長秘密召喚，並以親和的態度說「之前的叱責是因為恐怕會把計劃洩露，現在立即出擊吧」（先に叱責せしは間者に事が漏洩せんことを恐るるがため、すぐに出立せよ），於是忠次率領3千士兵，再加上金森長近等鉄炮隊5百人，一同前往奇襲鳶巢山砦。（『常山紀談』）

## 系譜
酒井氏的祖先和松平氏的祖先是親族和兄弟（婚姻關係亦被稱作兄弟），更是被稱為安城譜代的松平家中最古老的宿老，忠次亦與松平氏有著相當深厚的血緣關係。即是忠次的正室是家康的祖父松平清康和夫人於富之方所生的碓井姬。還有因為於富之方成為松平清康正室之前是水野忠政的正室，家康的母親於大之方的實母，忠次是家康父母雙方的妹妹的丈夫，義理上是家康的叔父。
與碓井姬之間生有家次、本多康俊，特別是繼任家督的家次由下總臼井藩3萬石成為越後高田藩10萬石，子孫在最終變為出羽庄内藩17萬石和譜代而有著相當份量的家族。其他庶流在出羽中佔有3個藩。還有繼承伊奈本多氏的康俊流系一直持續到幕末為止。

## 登場作品
小說
- 德川四天王 讓家康取得天下的男人們（PHP研究所、川村真二（日语：川村真二）著）

影視劇
- 反逆兒（日语：反逆児 (1961年の映画)）（1961年、東映、演：明石潮）
- 續・忍者（日语：続・忍びの者）（1963年、大映、演：原聖四郎）
- 德川家康（1964年、NET、演：武藤英司 → 清水元（日语：清水元））
- 太閤記（日语：太閤記 (NHK大河ドラマ)）（1965年、NHK大河劇、演：明石健）
- 新書·忍者（1966年、大映、演：南條新太郎）
- 影武者（1980年、東寶、演：松井範雄）
- 女太閤記（1981年、NHK大河劇、演：小松方正）
- 德川家康（1983年、NHK大河劇、演：福田豐土（日语：福田豊土））
- 武田信玄（1988年、NHK大河劇、演：中丸新將（日语：中丸新将））
- 德川家康（日语：徳川家康 (1988年のテレビドラマ)）（1988年、TBS、演：長門裕之）
- 春日局（1989年、NHK大河劇、演：加藤治）
- 武田信玄（日语：武田信玄 (1991年のテレビドラマ)）（1991年、TBS、演：橫光克彥）
- 德川家康 戰國最後的勝利者（1992年、ANB、演：下川辰平）
- 信長KING OF ZIPANGU（1992年、NHK大河劇、演：林邦應）
- 織田信長（日语：織田信長 (1994年のテレビドラマ)）（1994年、TX、演：吾羽七朗）
- 豐臣秀吉 獲取天下！（日语：豊臣秀吉 天下を獲る!）（1995年、TX、演：神谷秀澄）
- 秀吉（1996年、NHK大河劇、演：真夏龍）
- 德川之女（日语：徳川の女）（1997年、TX、演：立川三貴）
- 太閤記 獲取天下的男人・秀吉（日语：太閤記〜天下を獲った男・秀吉）（2006年、EX、演：峰蘭太郎）
- 功名十字路（2006年、NHK大河劇、演：森田順平）
- 敵在本能寺（2007年、EX、演：大鷹明良）
- 德川家康與三個女子（日语：徳川家康と三人の女）（2008年、EX、演：山田明鄉（日语：山田明郷））
- 天地人（2009年、NHK大河劇、演：飯島大介）
- 江~公主們的戰國~（2011年、NHK大河劇、演：櫻木健一（日语：桜木健一））
- 信長的主廚（2013年、EX、演：池田政典）
- 女城主 直虎（2017年、NHK大河劇、演：塚本幸男 → 美濃介（日语：みのすけ））
- 怎麼辦家康（2023年、NHK大河劇、演：大森南朋）